# Willi Cortes
Willy Cortez – peruwiański zapaśnik walczący w obu stylach. Mistrz Ameryki Południowej w 1985. Brązowy medalista mistrzostw panamerykańskich juniorów w 1985 roku.